# 如意宝輪王陀羅尼
如意宝輪王陀羅尼。出典は唐の時代の「如意論陀羅尼経」になり、観世音菩薩の真言、陀羅尼であり、この陀羅尼により衆生の願いが如意（思い通り）に円満にかなうとされる。十小呪の一つで、中国の仏教でよく唱えられている。
一心にこの陀羅尼を唱えると、仏の智慧、妙法、仏法の道理が得られると言われ、煩悩が菩提に変わると言われる。一心に唱えれば、臨終時に阿弥陀仏と観世音菩薩が迎えに来て、極楽浄土へ行けると言われる。